# ADICAE
L'Asociación de Usuarios de Bancos Cajas y Seguros (ADICAE) és una associació de consumidors i usuaris inscrita en el registre d'Associacions de Consumidors de l'Institut Nacional de Consum d'Espanya. És membre del Consell de Consumidors i Usuaris d'Espanya i representa als consumidors en el Comitè Consultiu de la Comissió Nacional del Mercat de Valors i en la Junta Consultiva de la Direcció General d'Assegurances.

## Història
L'Asociación de Impositores y Usuarios de Bancos y Cajas de Ahorros de Aragón (AICAR) sorgeix a Saragossa en 1988 com una organització especialitzada en la protecció, formació, reclamació, informació i reivindicació dels drets dels usuaris de serveis bancaris i segurs com a resposta a irregularitats en el Consell d'Administració de Ibercaja. AICAR va traspassar les fronteres d'Aragó, creant-se ADICAE en 1990, consolidada amb una forta presència al territori nacional a causa de la seva presència en 29 províncies.
Entre els casos més destacats en els quals ha participat ADICAE estan els casos de Gescartera, Forum i Afinsa i més recentment el frau de les preferents a Espanya -venda de participacions preferents en condicions enganyoses- i el frau de les clàusules terra a Espanya. Així mateix posseeix una plataforma de creació pròpia en defensa dels afectats per la hipoteca.
En 2013 ADICAE amplia el seu camp d'acció a la defensa dels drets dels consumidors en àmbits molt més enllà del financer: telecomunicacions, energia, construcció, sanitat, moda o alimentació.

## Objectius
Aquesta associació forma part del moviment consumerista els trets del qual poden agrupar-se en les següents finalitats:
- La defensa dels impositors, accionistes, partícips, consumidors, usuaris o clients de bancs, asseguradores o entitats financeres en general.
- Assessorament i defensa judicial o extrajudicial dels consumidors i usuaris. La principal eina emprada per ADICAE en la defensa dels seus associats és la via judicial col·lectiva. Aquest instrument pretén obtenir la denominada justícia col·lectiva en determinats fraus massius.
- Educació i divulgació de l'educació financera. Promoció de la participació ciutadana en la cultura financera.
- Difusió d'informació pretesament veraç sobre els productes financers.
- Representació dels consumidors davant organismes públics o privats.
- Cooperació i col·laboració amb altres organitzacions socials.
- Defensar i assessorar als associats i als ciutadans en general davant qualsevol circumstància de les previstes en la llei 26/84 de 19 de juliol de consumidors i usuaris i normativa que la desenvolupa.

## Frau de les clàusules terra a Espanya
ADICAE ha demandat judicialment a nombroses entitats bancàries per la inclusió en els préstecs hipotecaris de clàusules terra considerades clàusules abusives.